# SIE Bend Studio
SIE Bend Studio (voorheen Blank, Berlyn and Co. en Eidetic) is een Amerikaanse computerspelontwikkelaar opgericht in Bend in 1993.
Hun laatst gepubliceerde titel is Days Gone voor de PlayStation 4, hun eerste niet-draagbare spelcomputerspel sinds 2004. Dit spel ging januari 2015 in volledige productie.

## Ontwikkelde computerspellen
| Release | Titel                           | Platform                            |
| ------- | ------------------------------- | ----------------------------------- |
| 1996    | Bubsy 3D                        | PlayStation                         |
| 1999    | Syphon Filter                   | PlayStation                         |
| 2000    | Syphon Filter 2                 | PlayStation                         |
| 2001    | Syphon Filter 3                 | PlayStation                         |
| 2004    | Syphon Filter: The Omega Strain | PlayStation 2                       |
| 2006    | Syphon Filter: Dark Mirror      | PlayStation 2, PlayStation Portable |
| 2007    | Syphon Filter: Logan's Shadow   | PlayStation 2, PlayStation Portable |
| 2009    | Resistance: Retribution         | PlayStation Portable                |
| 2011    | Uncharted: Golden Abyss         | PlayStation Vita                    |
| 2012    | Uncharted: Fight for Fortune    | PlayStation Vita                    |
| 2019    | Days Gone                       | PlayStation 4                       |